# Aeródromo Barberán y Collar
El Aeródromo Barberán y Collar era una antigua instalación aeronáutica militar localizada en las afueras de Alcalá de Henares (Madrid) España. Tuvo especial relevancia durante la Guerra Civil Española. Actualmente su terreno se ha habilitado como campus externo de la Universidad de Alcalá.

## Historia
El primer vuelo entre dos ciudades españolas lo realizó el piloto civil francés Jean Mauvais, el 22 de octubre de 1910, entre Madrid y Alcalá de Henares. El mismo piloto, en un biplano Sommer de 50 caballos, realizó el primer vuelo entre Madrid y Guadalajara el 24 de noviembre de 1910.

### Aeródromo del Campo del Ángel (1913-1934)

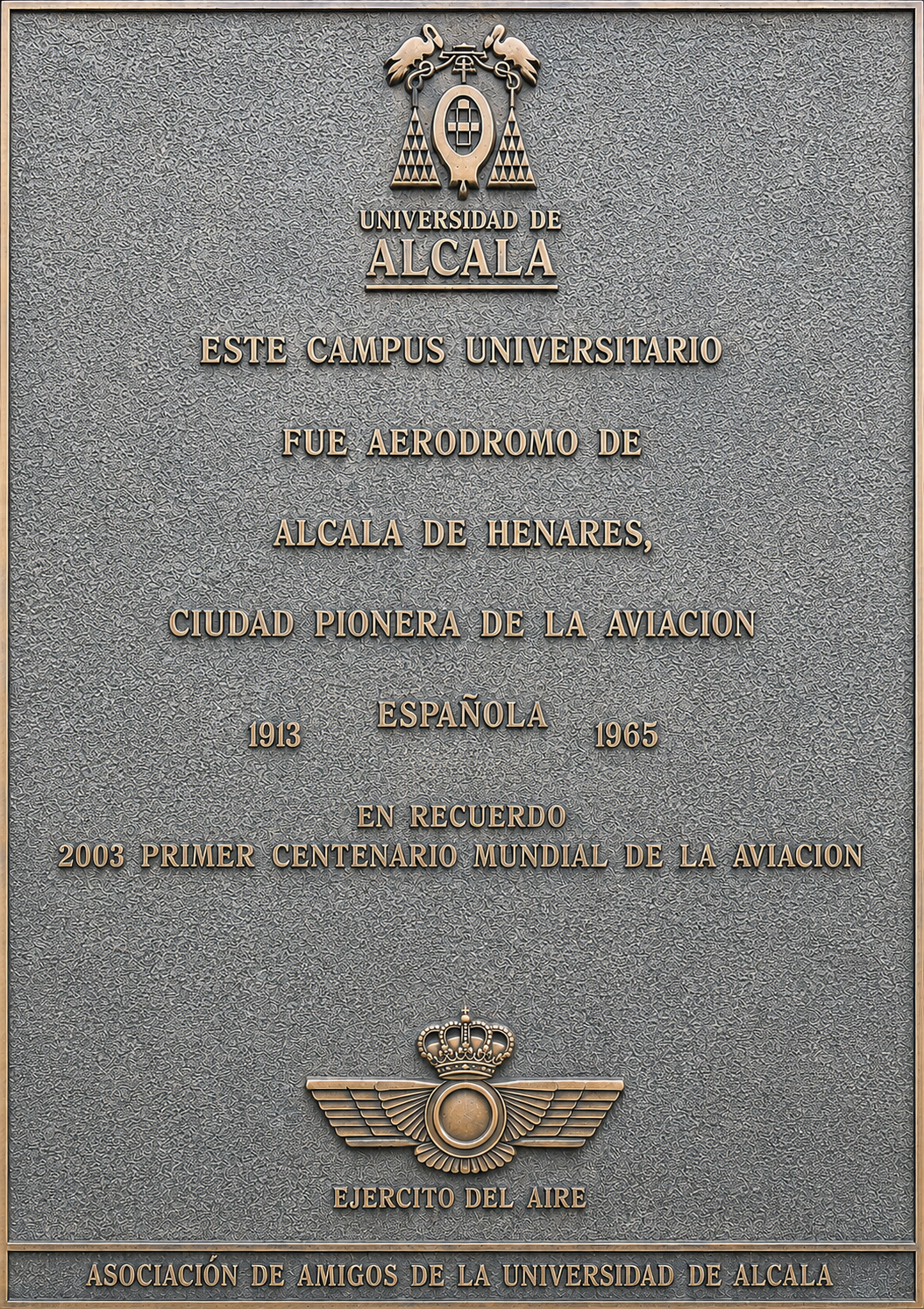
Placa conmemorativa del Aeródromo de Alcalá de Henares y del Primer Centenario Mundial de la Aviación.

Los antecedentes del Aeródromo Barberán y Collar hay que buscarlos en el Aeródromo del Campo del Ángel situado también en la ciudad de Alcalá de Henares.
EFl 1 de septiembre de 1913 se inauguró el Aeródromo militar del Campo del Ángel como Escuela de Vuelos, junto a la carretera de Daganzo, siendo el segundo aeródromo militar construido en España. Llamado así porque en la zona estuvo la ermita del Santo Ángel de la Guardia. El aeródromo no contaba con una pista de aterrizaje, tal y como las conocemos hoy, sino con una amplia explanada de unos 600 por 700 m en la que la dirección del despegue variaba dependiendo del viento. La explanada era lo suficientemente amplia para los antiguos aeroplanos de aquella época, que sólo precisaban de unos 300 m para despegar.
El aeródromo era usado tanto por el Ejército de Tierra, como por la Armada, para adiestrar a sus pilotos, en el que entre otros se formó Joaquín Collar Serra. El Ejército del Aire todavía no había sido creado. 
Con el paso del tiempo el aeródromo se quedó pequeño, clausurándolo en 1934 para construir otro cerca de Alcalá de Henares. En la actualidad, la zona está totalmente urbanizada.

### Aeródromo Barberán y Collar (1936-1965)
En unos terrenos al noreste de Alcalá de Henares se construyó el nuevo aeródromo llamado de Barberán y Collar, en recuerdo de los pilotos españoles Mariano Barberán y Joaquín Collar Serra, desaparecidos sobre México a bordo del sesquiplano "Cuatro Vientos". Era una Escuela de Vuelo y Combate de la aviación militar y constituía la cabecera de la 1.ª Región Aérea de la Aeronáutica militar, que comprendía las provincias de Madrid, Toledo, Cuenca y Guadalajara.
Durante la Guerra Civil Española (1936-1939), el aeródromo llegó a ser una importante base soviética, con un papel fundamental en la defensa de Madrid. Desde el 5 de noviembre de 1936 se convirtió en base de los cazas Polikarpov I-15, conocidos como "Chatos". El aeródromo y la ciudad sufrieron numerosos bombardeos. En el aeródromo permanecían dos escuadrillas de cazas, una en estado de alerta, con pilotos y mecánicos equipados junto al avión. Al sonar la alarma despegaban de inmediato con la misión de evitar los bombardeos. La defensa aérea de Madrid era eficaz durante el día, pero no durante la noche, momentos en los que aprovechaban para los bombardeos. El grupo estaba integrado por Viktor Kuznetsov como jefe, Leonid Rivkin, Vladimir Srokin, Anatoli Serov y Mijail Yakushin. Estos dos últimos pilotos organizaron un grupo de cazas nocturnos en el aeródromo de Alcalá. Para iluminar la pista se dispusieron faros de coches y se encendían hogueras a lo largo de la pista. El 25 de junio de 1937 tuvo lugar la primera misión nocturna.
En julio de 1937 llegó desde Moscú la primera promoción de pilotos españoles adiestrados en el manejo de estos cazas, hasta entonces pilotados principalmente por soviéticos. Los alumnos, elegidos entre los mejores combatientes del frente, permanecían durante unos 6 meses en la URSS. Según las aptitudes o preferencias de los alumnos, eran instruidos y obtenían el título de piloto, observador, bombardero o ametrallador.

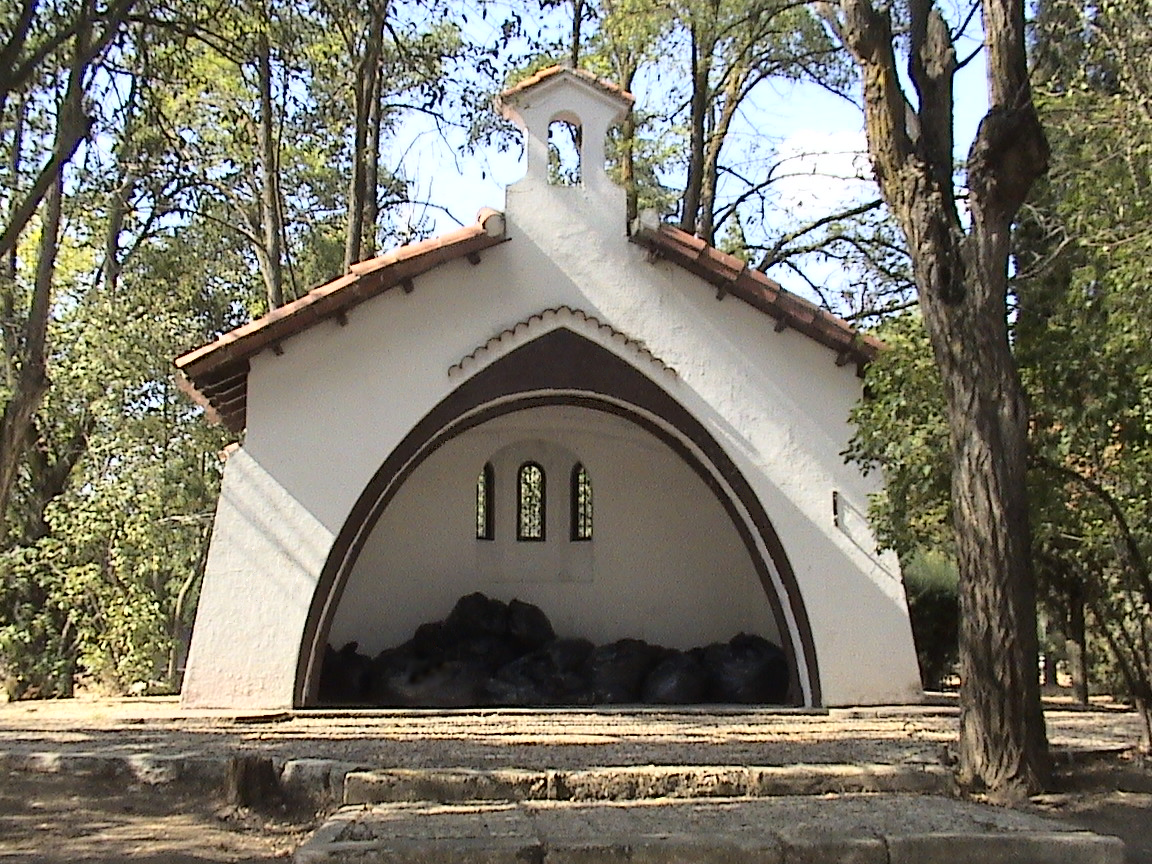
Capilla del aeródromo.

En 1939, el recién creado Ministerio del Aire elige Alcalá para situar la primera Academia General del Aire. En 1943 se empiezan a construir los hangares y un edificio junto a las vías del tren para albergar la academia; con las obras aún no terminadas se tomó la decisión de ubicar la academia en San Javier (Murcia).
En marzo de 1946 se creó la 1ª Bandera de la Legión de Tropas de Aviación. En septiembre del mismo año la unidad se ubicó en el aeródomo, en el edificio que estaba inicialmente destinado a la Academia General del Aire. El edificio se encontraba en aquel momento en muy mal estado, al no haberse acabado su construcción, careciendo de puertas o ventanas. El 10 de abril de 1948, después de haber sido trasladada provisionalmente, la Unidad, renombrada como 1ª Bandera de Paracaidistas de Aviación, regresa a sus nuevas instalaciones de Alcalá. Estas instalaciones quedarían en 1954 como sede de la BRIPAC, la primera unidad paracaidista del Ejército de Tierra.
El cierre del aeródromo se produjo el 3 de diciembre de 1965. No obstante, se mantuvo una guarnición del Ejército del Aire para usarlo como almacén y dependencias auxiliares, hasta el 28 de diciembre de 1968, cuando el Ministerio del Aire cedió el aeródromo de 240 hectáreas para su uso como campus universitario al Ministerio de Educación.

### Base Aérea de Torrejón de Ardoz
El aeropuerto de Torrejón de Ardoz fue construido en la década de 1940 con el propósito de albergar un polígono de pruebas del Instituto Nacional de Técnica Aeroespacial (INTA). En los años 1950 fue ampliado para servir como base militar por el ejército de los Estados Unidos. En pocos kilómetros existían tres aeródromos, el de Barajas, el de Torrejón y el de Alcalá, por lo que se tomó la decisión de cerrar el aeródromo complutense al ser el más pequeño.

### Campus científico-tecnológico de la UAH (1975- )
Tras el regreso de la Universidad a Alcalá en 1975, se utilizaron los terrenos del antiguo aeródromo para albergar el campus universitario. Gracias al Convenio Multidepartamental de Alcalá de Henares de 1985 se rehabilitaron y construyeron nuevos edificios en el "Campus exterior o científico-tecnológico de Alcalá de Henares", como:
- Facultad de Biología, Ciencias Ambientales y Química de Alcalá
- Facultad de Medicina y Ciencias de la Salud de Alcalá
- Facultad de Farmacia de Alcalá
- Escuela Politécnica Superior de Alcalá
- Hospital Universitario Príncipe de Asturias
- Real Jardín Botánico Juan Carlos I
- Instalaciones deportivas de la Universidad de Alcalá
- Sede de la Biblioteca Nacional de España en Alcalá de Henares
- y una serie de edificios auxiliares.

## Edificios
En 1943 se iniciaron las obras de una serie de edificios diseñados por Esteban Terradas (1883-1950) y destinados a Academia General del Aire, pero no se finalizaron al frustrarse el proyecto. Actualmente queda lo que hubiera sido el edificio central de dicha Academia, próximo al apeadero ferroviario, convertido en la Facultad de Ciencias de la Universidad de Alcalá. La antigua torre de control del aeródromo, situada entre la Facultad de Medicina y la de Farmacia, son los actuales servicios informáticos universitarios. Persiste intacta la antigua Capilla militar de la Virgen de Loreto construida en 1953, en cuya parte posterior se mantiene un refugio antiaéreo (búnker), excavado en la tierra, del que en la actualidad se desconoce su estado de conservación. 

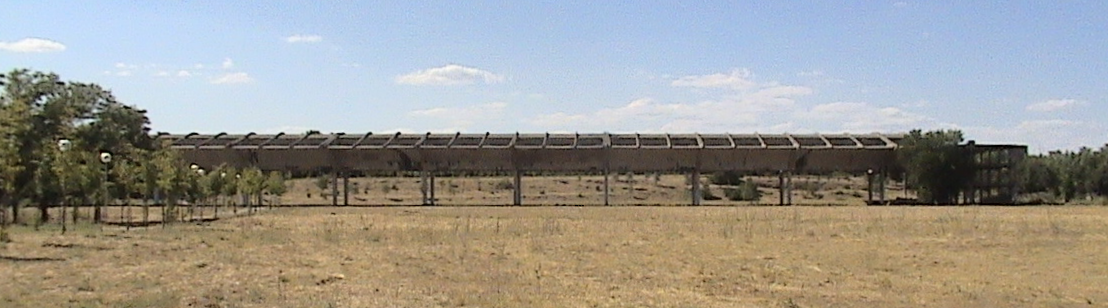
Hangar lineal del aeródromo.

Destaca el hangar lineal por su magnitud y por su estado de abandono; instalación formada por tres naves de 157 metros de longitud, cerradas en ambos extremos por estructuras prismáticas. La nave central, cubierta por bóveda laminar de hormigón, de 13 metros de altura; las dos laterales, con cubierta también de hormigón, pendiendo en voladizo desde la estructura central, de 9 metros de altura. En el proyecto original formaba parte de un grupo de seis hangares lineales, como ampliación a los cuatro hangares rectangulares próximos a la pista.

## Pilotos
- Jefes del aeródromo: Gómez Jordana (1936), Agustín Sanz Sainz (1937)
- Profesores de vuelo: Joaquín García-Morato, Carlos de Haya González[6]
- Pilotos: Ramón Castañeda Pardo, Ignacio Hidalgo de Cisneros, Alfonso Jiménez Brugué

## Aviones
Los aviones con base en el Aeródromo Barberán y Collar fueron del tipo:
- Breguet XIX: bombardero ligero y avión de reconocimiento de la compañía francesa Société des Ateliers d’Aviation Louis Breguet
- DH 89 Dragon Rapide: avión de pasajeros de cuatro motores de la compañía británica de Havilland
- Polikarpov I-15 ("Chato"): caza biplano soviético
- Polikarpov I-16 ("Mosca"): caza monoplano soviético
- Tupolev SB-2 ("Katiuska"): bombardero ligero bimotor soviético
- Dornier Do-17: bombardero ligero bimotor alemán
- Junkers Ju 52: avión de transporte alemán utilizado ocasionalmente como bombardero
- Heinkel He 111: bombardero medio alemán

## Monumento
En el campus universitario, cerca del edificio construido para albergar la Academia General del Aire, se encuentra un monumento a la aviación. Se trata de una hélice de avión y una placa en la que se puede leer:

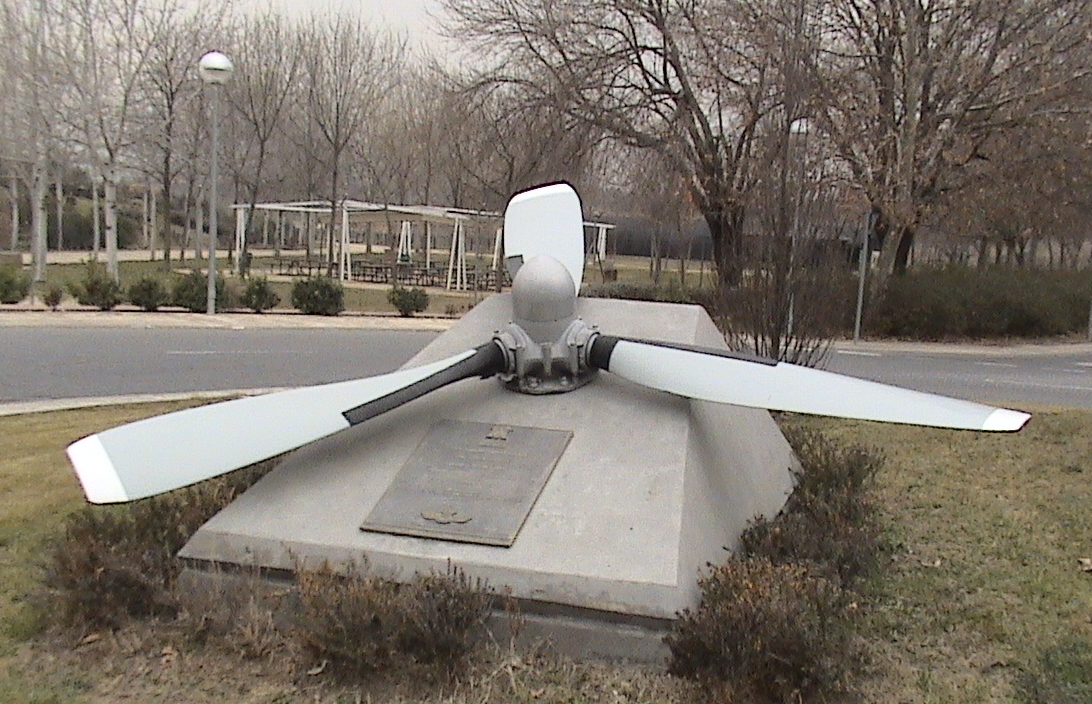
Monumento al Aeródromo Barberán y Collar (2003).

Este Campus Universitario 
fue aeródromo de Alcalá de Henares, 
ciudad pionera de la Aviación Española. 
1913 - 1965 
En recuerdo 
2003 
Primer Centenario mundial de la aviación.
Ejército del Aire - Asociación de Amigos de la Universidad de Alcalá

## Aeródromo de Alcalá en el cine
En sus instalaciones se grabaron parcial o totalmente varias producciones cinematográficas.

### Películas
- 1951: La trinca del aire de Ramón Torrado[15]
- 1956: Recluta con niño de Pedro Luis Ramírez[16]
- 1960: ¡Ahí va otro recluta! de Ramón Fernández Álvarez[17][18]
- 1960: Un paso al frente de Ramón Torrado[19]
- 1968: Comandos (Commando suicida) de Camillo Bazzoni[20]

### Documentales
- 1943:	Alcalá de Henares de Francisco Mora
- 1955: Paracaidismo en la base aérea de Alcalá de Henares. Pruebas de un dispositivo de apertura retardada. de NO-DO 672 A[21]
- 1957: Paracaidismo en la base de Alcalá de Henares. Ejercicio conjunto de patrullas. Lanzamiento y toma de tierra. de NO-DO 739 B[22]
- 1958: Paracaidismo en el aeródromo de Alcalá de Henares de NO-DO 804 A[23]
- 1958: Con los paracaidistas en la base de Alcalá de Henares. Lanzamientos y festejos. de NO-DO 832 B[24]
- 1960: Paracaidismo militar de NO-DO Imágenes 784[25]
- 1961: La bandera de paracaidistas del Ejército de Tierra conmemora su VII aniversario fundacional de NO-DO 948 C[26]
- 1961: Maniobras en la Base Aérea de Alcalá de Henares. Demostraciones de los paracaidistas. de NO-DO 966 B[27]
- 1961:	XXI Curso Informativo de Cooperación. Maniobras combinadas aeroterrestres en Alcalá de Henares de NO-DO 983 C[28]
- 1963:	Rocío Dúrcal madrina de los Paracaidistas. Fiesta en la Base Aérea de Alcalá de Henares de NO-DO 1.094 C[29]